# Monecphora albofasciata
Monecphora albofasciata är en insektsart som beskrevs av Victor Lallemand 1939. Monecphora albofasciata ingår i släktet Monecphora och familjen spottstritar. Inga underarter finns listade i Catalogue of Life.